# Burke e Hare
William Burke (Urney, 1792 – Edimburgo, 28 gennaio 1829) e 
William Hare (Poyntzpass, ... – ...; fl. XIX secolo), anche noti come "Assassini di West Port", sono stati due serial killer che agirono a Edimburgo, in Scozia, dal novembre 1827 al 31 ottobre 1828.
Le uccisioni vennero attribuite agli immigrati irlandesi William "Dynes" Burke e William Hare, che vendettero i cadaveri delle loro 17 vittime come corpi da dissezionare a scopo scientifico. Uno dei loro clienti fu il dottor Robert Knox, un docente privato di anatomia i cui studenti arrivavano dall'Edinburgh Medical College. Tra i loro complici troviamo la compagna di Burke, Helen M'Dougal, e la moglie di Hare, Margaret Laird. Dal loro particolare modo di uccidere le vittime deriva il termine "burking", che significa soffocare e comprimere volutamente il petto di una vittima.

## Contesto storico
Prima del 1832, non c'erano abbastanza cadaveri disponibili per lo studio e l'insegnamento dell'anatomia nelle scuole della Gran Bretagna. L'Università di Edimburgo era molto rinomata per le scienze mediche. Agli inizi del XIX secolo la scienza medica cominciò a fiorire, ma allo stesso tempo gli unici cadaveri che potevano essere usati - ovvero quelli delle esecuzioni dei criminali - cominciavano a scarseggiare a causa di una forte riduzione del tasso di esecuzione, portato dall'abrogazione del Bloody Code. Erano disponibili solo 2 o 3 corpi all'anno, ma gli studenti erano molti. Questa situazione attirò i criminali che volevano ottenere denaro in ogni modo. I furti dei cadaveri suscitarono particolare sdegno nella popolazione. Il passo tra il rubare cadaveri e l'omicidio fu breve.

## Burke e Hare
Burke nacque a Urney, vicino Strabane, nella parte più occidentale della Contea di Tyrone, parte della provincia dell'Ulster nel nord dell'Irlanda. Dopo aver provato svariati lavori e aver fatto il domestico di un ufficiale della Milizia della Contea di Donegal, lasciò la moglie e i due figli per trasferirsi in Scozia nel 1817 circa, lavorando come marinaio sullo Union Canal. Qui incontrò Helen M'Dougal. Burke in seguito lavorò come operaio, tessitore, fornaio e ciabattino.
Si suppone che il luogo di nascita di Hare possa essere stato Poyntzpass, vicino a Newry, o Derry, entrambe località nella provincia dell'Ulster in Irlanda. Anche l'anno di nascita non è certo (1792 o 1804). Come Burke, emigrò in Scozia e lavorò sullo Union Canal. Quindi si trasferì ad Edimburgo, dove incontrò un uomo di nome Logue, che gestiva una casa-alloggio a West Port. Quando Logue morì nel 1826, Hare sposò Margaret Laird, che era la vedova di Logue. Margaret continuò a gestire la casa-alloggio, mentre Hare lavorava al canale.

### Nota sulle origini di Hare dal Newry Telegraph del 31 marzo 1829
Venerdì sera scorso Hare l'assassino fece venire la moglie in un locale pubblico di Scarva e accompagnata da suo figlio, dopo aver ordinato un whisky, cominciò ad interessarsi al benessere di ogni membro della famiglia, con sollecitudine e affetto. Tuttavia, poiché Hare è noto di questo quartiere, fu ben presto riconosciuto e gli fu ordinato di lasciare il posto immediatamente, lo fece dopo aver tentato di giustificare i suoi orrendi crimini descrivendoli come se fossero stati causati da ubriachezza. Prese la strada verso Loughbrickland, seguito da un numero di ragazzi che urlavano e lo minacciavano, tanto che lo costrinsero ad attraversare i campi con tale rapidità che scomparve presto, mentre la moglie infelice rimase sulla strada implorando il perdono e negando, nel modo più solenne, qualsiasi partecipazione di suo marito ai crimini. Ora risiedono nella casa di uno zio di Hare a Loughbrickland. Hare era nato e cresciuto circa a mezzo miglio di distanza da Scarva dall'altra parte della Contea di Armagh e poco prima della sua partenza da questo paese visse al servizio dell'onorevole Hall, il custode dell'undicesimo blocco vicino a Poyntzpass. La sua occupazione principale era la guida dei cavalli che il suo padrone impiegava nel trasportare fuochi sul canale Newry. Era noto per essere feroce e maligno, ne diede esempio quando uccise un cavallo del suo padrone, il fatto lo obbligò a fuggire in Scozia, dove perpetrò crimini tali che gli garantirono una pagina negli annali degli assassini.»
(Corrispondenza di The Northern Whig)

## Omicidi

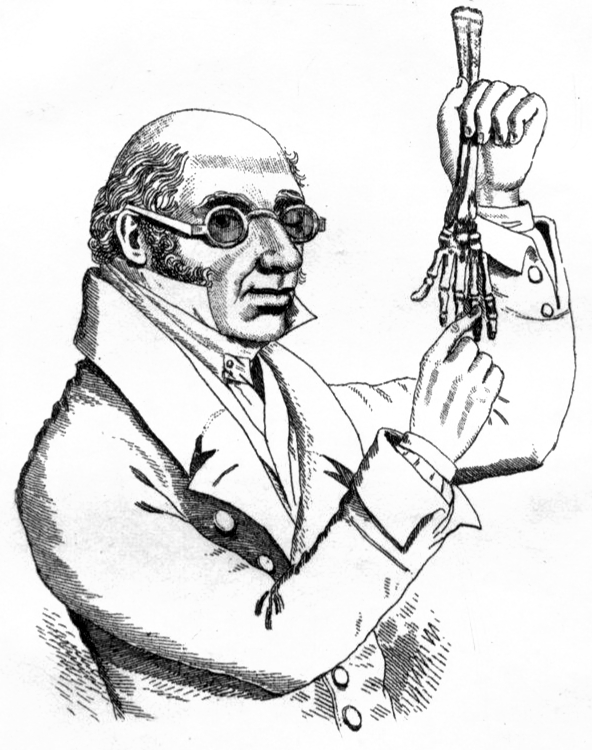
Dr. Robert Knox c. 1830

Alla fine del 1828, Burke e M'Dougal andarono al Tanner's Close, nell'area di West Port ad Edimburgo, dove Margaret Hare aveva la sua casa-alloggio. Burke aveva incontrato Margaret durante un suo viaggio ad Edimburgo, ma non si sa se conoscesse già anche Hare. Quando Burke arrivò al Tanner's Corner, i due diventarono buoni amici. Secondo la testimonianza di Hare, il primo corpo che vendettero fu quello di un inquilino che morì per cause naturali, un vecchio prigioniero di guerra che doveva a Hare 4 £ di affitto. Invece di seppellire il corpo, riempirono la bara con della corteccia e portarono il cadavere all'Università di Edimburgo, in cerca di un acquirente. Secondo la testimonianza di Burke, uno studente li mandò a Surgeon's Square dove vendettero il corpo al Dr. Robert Knox, un anatomista, per 7,10 £.
La prima vittima di Burke e Hare fu un inquilino malato, Joseph the Miller, che stordirono con il whisky e poi soffocarono. Quando finirono gli inquilini malati, decisero di prendere le vittime in strada. Nel febbraio 1828, invitarono la pensionata Abigail Simpson a passare la notte da loro prima di tornare a casa. Usando lo stesso modus operandi, servirono alla Simpson degli alcolici con l'intenzione di intossicarla, per poi soffocarla. Furono pagati 10 £.
Margaret, la moglie di Hare, invitò una donna nell'albergo, le fece bere dei drink e quindi chiamò il marito. Dopo, Burke incontrò due donne in una zona di Edimburgo nota come Canongate, Mary Patterson e Janet Brown. Le invitò per colazione, ma la signora Brown se ne andò quando Burke e M'Dougal cominciarono a litigare. Quando tornò, gli venne detto che la signora Patterson era stata lasciata con Burke, infatti era finita nello studio del Dr. Knox. Nei racconti contemporanei le due donne sono descritte come prostitute. Più tardi la storia dice che alcuni studenti riconobbero la signora Patterson.
La vittima successiva era una conoscente dei Burke, una mendicante chiamata Effie. Ricevettero altre 10 £. Quindi Burke "salvò" una donna dalla polizia dicendo di conoscerla. Portò il suo corpo alla scuola di medicina solo poche ore dopo. Le due vittime successive furono una vecchia signora e il suo nipote cieco. Mentre la nonna morì per un'overdose di antidolorifici, Hare prese il ragazzo e lo stese sopra le ginocchia, poi gli spezzò la schiena. I due cadaveri vennero venduti per 8 £ sterline ognuno. Le due vittime successive furono una conoscente di Burke "Mrs. Ostler" e una parente di M'Dougal, Ann Dougal.
Un'altra vittima fu Elizabeth Haldane, un'ex inquilina che, viaggiando in cattive acque, chiese di dormire nello stabile di Hare. Burke e Hare, pochi mesi più tardi, uccisero anche sua figlia Peggy Haldane.
La vittima successiva era una persona ben nota, un giovane uomo zoppo con un ritardo mentale, che si chiamava James Wilson, soprannominato "Daft Jamie", aveva 18 anni quando lo uccisero. Il ragazzo oppose resistenza e i due dovettero ucciderlo insieme. La madre cominciò a chiedere dove fosse finito il figlio. Quando il Dr. Knox scoprì il corpo la mattina dopo, molti studenti riconobbero Jamie. La testa e i piedi furono tagliati dopo che Knox fece vedere il corpo ai suoi studenti. Knox negò che si trattasse di Jamie, ma a quanto pare aveva cominciato a dissezionare il cadavere dalla faccia.
L'ultima vittima fu Marjory Campbell Docherty. Burke l'adescò in casa alloggio sostenendo che anche sua madre era una Docherty, ma dovette attendere per mettere in atto l'omicidio a causa della presenza di altri ospiti, James e Ann Gray. I Gray se ne andarono per la notte e i vicini sentirono i rumori di una lotta.

## Detenzione
Il giorno seguente Ann Gray fece ritorno, ma divenne sospettosa quando Burke non la fece avvicinare al letto su cui aveva dimenticato le calze. Quando i Gray vennero lasciati da soli in casa nelle prime ore della sera, ispezionarono il letto e trovarono il corpo della signora Docherty sotto di esso. A questo punto avvertirono la polizia, quindi corsero da M'Dougal che tentò di corromperli con 10 £ alla settimana. Rifiutarono.
Burke e Hare portarono via il corpo prima dell'arrivo della polizia. Tuttavia, durante l'interrogatorio, Burke dichiarò che la Docherty lasciò la casa alle 7 di mattina, mentre M'Dougal dichiarò che se ne era andata la sera. La polizia li arrestò. Una soffiata anonima disse alla polizia che il corpo della donna era nella classe del dottor Knox, James Gray la identificò. Poco dopo furono arrestati anche William e Margaret Hare. La serie di omicidi era durata dodici mesi.
Quando un giornale di Edimburgo scrisse di queste sparizioni, il 6 novembre 1828, Janet Brown andò alla polizia e identificò gli abiti della sua amica Mary Patterson.
Le prove contro i due non erano schiaccianti, così il Lord Advocate Sir William Rae offrì l'immunità ad Hare in cambio della sua confessione e della testimonianza contro Burke. La testimonianza di Hare portò a Burke la pena di morte nel dicembre 1828. Fu impiccato il 28 gennaio 1829 e il suo corpo fu donato per essere dissezionato all'Edinburgh Medical College. Il professor Alexander Monro intinse la sua penna d'oca nel sangue di Burke e scrisse "Queste parole sono scritte con il sangue di William Burke, che fu impiccato ad Edimburgo. Questo sangue è stato preso dalla sua testa." Il suo scheletro, la sua maschera mortuaria e altri oggetti ricavati dalla sua pelle conciata sono esposti nel museo dell'università.
M'Dougal fu rilasciata, poiché la sua complicità negli omicidi non poteva essere provata. Knox non fu perseguito, nonostante l'indignazione pubblica per il suo ruolo che fornì un incentivo per i 16 omicidi. Burke giurò nella sua confessione che Knox non sapeva nulla sull'origine dei cadaveri.

## Conseguenze
M'Dougal tornò a casa, ma fu attaccata da una folla inferocita. Probabilmente tornò dalla sua famiglia a Stirling. Si disse che fosse scappata in Australia dove morì nel 1868. Anche Margaret Hare scappò da un linciaggio e tornò in Irlanda. Non si seppe più nulla.
Hare fu liberato nel febbraio del 1829, e molte storie parlano di lui come un mendicante cieco per le vie di Londra, dopo essere stato assalito e gettato in una fossa di calce. Tuttavia nessuna di queste storie è mai stata confermata. L'ultimo avvistamento è stato nella città inglese di Carlisle.
Knox mantenne il silenzio sui suoi rapporti d'affari con Burke e Hare e continuò ad assumere i ladri di cadaveri per studiare anatomia. Dopo l'Anatomy Act del 1832, la sua popolarità tra gli studenti diminuì. La sua domanda di assunzione all'Edinburgh Medical School fu rifiutata. Si trasferì al Cancer Hospital di Londra e morì nel 1862.

## Risvolti politici
Gli omicidi evidenziarono la crisi nello studio della medicina e portò il passaggio successivo dell'Anatomy Act, che ampliò le vie legali per procurarsi cadaveri con lo scopo di eliminare tali comportamenti. Riguardo alla legge, l'editoriale di Lancet, dichiarò:

## La rappresentazione mediatica e la cultura di massa
I racconti popolari sui "Burkers" che attaccano i viaggiatori, specialmente i bambini, per vendere i loro cadaveri, sono ancora comuni in Scozia.
Robert Louis Stevenson fa riferimento agli omicidi di Burke e Hare nel racconto, "Il trafugatore di salme", che ritrae due medici assunti da Robert Knox per l'acquisto di cadaveri uccisi da serial killer. Dal racconto di Stevenson fu tratto un film nel 1945, La iena - L'uomo di mezzanotte, diretto da Robert Wise, ed interpretato da Bela Lugosi e Boris Karloff.
Gli omicidi furono adattati ad un film del 1948 dal titolo Crimes of Burke and Hare; tuttavia la British Board of Film Censors considerò il suo argomento troppo inquietante e insistette che i riferimenti a Burke e Hare fossero tolti. Il film fu ridoppiato con altri dialoghi e personaggi, e fu rilasciato con il titolo di The Greed of William Hart.
La sceneggiatura del 1953 di Dylan Thomas, The Doctor and the Devils, è un racconto dei fatti che coinvolgono Burke e Hare, nei quali vengono modificati i nomi dei personaggi. Nel 1985 fu girato il film, interpretato da Timothy Dalton nei panni del Dr. Rock (in realtà il Dr. Knox) e fu diretto da Freddie Francis.
Il film del 1960 Le jene di Edimburgo era interpretato da Peter Cushing nel ruolo di Knox, Donald Pleasence in quello di Hare e George Rose in quello di Burke. L'anno seguente uscì The Anatomist con Alastair Sim nel ruolo di Knox.
Un episodio del 1963 di Ai confini della realtà (The Twilight Zone) chiamato The New Exhibit, presenta Burke e Hare insieme a diversi altri assassini storici che sono esposti in un museo delle cere. Alla fine dell'episodio non si è sicuri se le figure di cera siano responsabili degli omicidi commessi durante l'episodio o se facciano parte di una psicosi del curatore del museo interpretato da Martin Balsam.
L'episodio del 23 novembre 1964 della serie Alfred Hitchcock presenta, intitolata "La vicenda di McGregor", pone in primo piano Burke e Hare come personaggi. Andrew Duggan interpreta McGregor, un uomo che raccoglie elementi per Burke e Hare. Burke è interpretato da Arthur Malet e Hare da Michael Pate.
Nel film del 1971 Barbara, il mostro di Londra, Burke e Hare sono trasportati nella tarda epoca vittoriana e vengono ritratti come dipendenti del Dr. Jekyll. Burke è interpretato da Ivor Dean e Hare da Tony Calvin.
Il film del 1972 Burke & Hare ha come interpreti Derren Nesbitt nel ruolo di Burke e Glynn Edwards in quello di Hare.
L'audio dramma del 2004 Doctor Who, colloca il sesto Dottore(Colin Baker) in mezzo agli eventi degli omicidi; la commedia vede Leslie Phillips nel ruolo del Dr. Knox e David Tennant in quello di Daft Jamie.
Nel film del 2009 Harry Potter e il principe mezzosangue, Draco Malfoy e sua madre entrano furtivamente in un negozio chiamato "Borgin and Burke Established 1863". Nella vetrina del negozio si vede lo scheletro di Burke.
Ladri di cadaveri - Burke & Hare è un film liberamente basato sul caso storico, con Simon Pegg nel ruolo di Burke e Andy Serkis nel ruolo di Hare, diretto da John Landis, e distribuito nel Regno Unito il 29 ottobre 2010. In Italia è stato proiettato per la prima volta il 25 febbraio 2011.
Nel 2019 la serie TV Lore - Antologia dell'orrore racconta la sequenza degli eventi nel primo episodio della seconda stagione Burke e Hare - In nome della scienza.
Il brano Burke and Hare dei Macabre contenuto nel disco Grim Scary Tales del 2011 è incentrato sulle figure di William Burke e William Hare.